# Gmina Karlobag
Gmina Karlobag (chorw. Općina Karlobag) – gmina w Chorwacji, w żupanii licko-seńskiej. W 2011 roku liczyła 917 mieszkańców.

## Miejscowości
- Barić Draga
- Baške Oštarije
- Cesarica
- Crni Dabar
- Došen Dabar
- Karlobag
- Konjsko
- Kućišta Cesarička
- Ledenik Cesarički
- Lukovo Šugarje
- Ravni Dabar
- Staništa
- Sušanj Cesarički
- Vidovac Cesarički